# Jeanne Guesné
Jeanne Guesné (née Tantot le 9 avril 1910 à Cusset - morte le 16 mars 2010 à Vichy),, est une ancienne infirmière et présidente de l'association « Les Voies de la Connaissance ». Elle est connue pour ses ouvrages sur la spiritualité et le paranormal. Elle avait commencé à se confier en avril 1977 dans Un sur cinq, une émission télévisée hebdomadaire d'Antenne 2 (actuelle France 2) réalisée par Didier de Plaige et produite par Patrice Laffont. Puis l'année suivante,  en 1978,  dans l'émission de radio Bain de Minuit de Jean-Louis Foulquier sur France Inter. Elle disait, en particulier, pratiquer le voyage astral depuis 1938,,.

## Ouvrages
- Le grand passage, Courrier du Livre, 1989  (ISBN 978-2290011058)
- Le 7e sens ou le corps spirituel, Éditions du relié, Poche, 1991  (ISBN 978-2226054326)
- Le 3e souffle, ou L'agir universel, Albin Michel, 1995  (ISBN 978-2226079398)
- La conscience d'être, ici et maintenant, L'Espace Bleu, 1999  (ISBN 978-2290011065)
- Le grand passage : Voyages hors du corps, L'Espace Bleu, 1999  (ISBN 978-2867660221)